# Frans Weisglas
Frans Weisglas (L'Aia, 8 agosto 1946) è un diplomatico, funzionario e politico olandese, appartenente al Partito Popolare per la Libertà e la Democrazia e Presidente della Tweede Kamer dal 2002 al 2006.

## Biografia
Laureato in economia all'Università Erasmus di Rotterdam (1970). Nel 1967, è entrato a far parte del Partito Popolare per la Libertà e la Democrazia (VVD). Negli anni 1970-1982 ha lavorato nel Ministero degli Affari Esteri. È stato il terzo e il secondo segretario della Rappresentanza permanente dei Paesi Bassi presso le Nazioni Unite a Ginevra e segretario del ministero per la cooperazione allo sviluppo.
Nel 1982, per la prima volta a nome del VVD, fu eletto alla Tweede Kamer, ove fu confermato alle elezioni legislative del 1986, 1989, 1994, 1998 e 2002. Nel maggio 2002 fu eletto presidente della Tweede Kamer. Ha anche mantenuto questa funzione dopo le elezioni anticipate di gennaio 2003, fino al novembre 2006.
Si è quindi ritirato dall'attività politica, occupando posti di lavoro nel settore della formazione e della consulenza. È anche coinvolto in attività sociali, tra cui nell'ambito dell'organizzazione per i diritti dei bambini Terre des hommes.